# Wanda Rodowicz
Wanda Rodowicz-Kozłowska,  (ur. 9 sierpnia 1938 w Warszawie, zm. 8 maja 2020 w Warszawie) – polska artystka malarka, portrecistka, mozaikarka, witrażystka, projektantka książek i exlibrisów, poetka. Kawaler Orderu Uśmiechu.

## Życiorys
Zdała maturę w 1957 roku w Liceum Sztuk Plastycznych w Warszawie.
W 1963 roku ukończyła studia w Akademii Sztuk Pięknych w Warszawie na Wydziale Grafiki w Pracowni Książki u prof. Juliana Pałki. W latach 1969–1986 wraz z Ewą Kuleszą założyła spółkę autorską zajmującą się tworzeniem mozaiek. Jej prace można podziwiać m.in. na ścianie głównej (ołtarzowej) Domu Pogrzebowego na Cmentarzu Wojskowym Powązki w Warszawie, na ścianie Europejskiego Centrum Przyjaźni Dziecięcej w Świdnicy, w Narodowym Banku Polskim, w Refektarzu Profesorów w Seminarium Duchownym na Bielanach w Warszawie oraz w licznych kościołach i klasztorach.  
Za prace te artystka była wielokrotnie nagradzana, min. nagrodą Ministra Spraw Wewnętrznych za mozaikę „Pesel” (1974), nagrodą zespołową za Ministra Budownictwa za mozaiki w Puławach (1975).
Artystka odznaczona została w 2013 roku na wniosek podopiecznych świdnickiego Stowarzyszenia Przyjaciół Dzieci Chorych „Serce” Orderem Uśmiechu, oraz w 2014 roku na wniosek Rzecznika Praw Dziecka odznaką honorową „Zasłużony dla Kultury Polskiej”.
Była nauczycielką Tai Chi (Tai Ki Kung) stylu San Feng.

## Rodzina
- dziadek: Stanisław Marceli Jan Nałęcz-Dobrowolski - dr filozofii, absolwent Szkoły Sztuk Pięknych w Krakowie, uczeń Jacka Malczewskiego, Leona Wyczółkowskiego i Józefa Mehoffera, przyjaciel św. Brata Alberta Chmielowskiego, historyk sztuki
- dziadek: Stanisław Rodowicz - podpułkownik Wojska Polskiego, inżynier, bibliograf, dokumentalista (zamordowany w Katyniu)
- ojciec: Stanisław Rodowicz - major Armii Krajowej, twórca i dowódca „Łodzi Podwodnej” (radiostacji działającej w latach 1940-1944, nigdy niewykrytej przez Niemców), z zawodu reżyser i operator filmowy
- stryjeczny brat ojca: Jan Rodowicz "Anoda"

Zmarła 8 maja 2020 w Warszawie i została pochowana na cmentarzu Powązki Warszawskie.